# L'appuntamento (Edgar Allan Poe)
L'appuntamento (The Assignation) è uno dei racconti dell'orrore di Edgar Allan Poe scritto nel 1834.

## Trama
Laguna di Venezia. Il narratore sta rincasando in gondola. A un certo punto un grido prende alla sprovvista il gondoliere che, spaventato, fa cadere in acqua il remo. La marchesa Afrodite, nobildonna locale, infatti, aveva urlato per il bimbo sfuggito dalle proprie braccia mentre era affacciata a una finestra del Palazzo Ducale e caduto nel canale. Mentre la bellissima Afrodite si dispera, il marito di questa, l'anziano Mentoni appare annoiato e impartisce distratti ordini per il salvataggio del loro unico figlio.
Dopo varie ricerche da parte dei domestici della nobildonna, si tuffa uno straniero coperto da un mantello che porta a galla il bambino ancora vivo. Seguito il salvataggio, il narratore si accorge che la marchesa Afrodite bisbiglia all'orecchio del salvatore straniero che ha vinto lui e che un'ora dopo l'alba si sarebbero incontrati, frase per il narratore senza senso. Vedendo lo straniero appiedato, il narratore decide di dargli un passaggio sulla sua gondola e, per ringraziarlo, lo straniero lo invita nel suo palazzo che torreggia sul Canal Grande, la mattina seguente all'alba. Una volta entrato nella dimora dello straniero, il narratore è stordito da sculture, quadri, tappeti, da tutte queste opere d'arte provenienti da tutto il mondo. All'ospite viene fatta vedere tutta la sua collezione di opere artistiche antiche e, per ultimo, un quadro a dimensione naturale della marchesa Afrodite. Infine lo straniero dopo aver offerto un calice di vino all'ospite, beve diversi calici di vino, adagiandosi infine su un'ottomana.
Subito dopo bussa alla porta dello straniero un paggio della famiglia Mentoni, ansimante, che annuncia la notizia della dipartita della bellissima marchesa Afrodite morta avvelenata e, il narratore, cercando di svegliare lo straniero, si accorge della morte del padrone di casa a seguito dell'ingerimento del veleno che si era messo nel calice. 
A questo punto il lettore può spiegarsi le parole che la marchesa Afrodite aveva bisbigliato al salvatore straniero quando questi le aveva salvato e restituito il figlio.